# Meltdown (veiligheidslek)

Het logo voor het veiligheidslek.

Meltdown is een beveiligingslek in microprocessors van Intel x86, IBM Power, en bepaalde typen gebaseerd op de ARM-architectuur.
De kwetsbaarheid werd ontdekt in januari 2018 en laat een kwaadaardig proces toe om de gehele inhoud van het werkgeheugen te lezen.

## Beschrijving
Meltdown heeft een groot aantal computersystemen getroffen, waaronder de meeste die op recente versies van iOS, Linux, macOS en Windows draaien. Ook werden veel servers en clouddiensten getroffen.
Doordat de kwetsbaarheid op het hardwareniveau van de computer aanwezig is, werd vanuit een meer praktisch oogpunt een softwarematige tussenoplossing uitgebracht. Deze update kan de computersystemen echter tussen 5% tot 30% vertragen.
Meltdown kreeg in januari 2018 de Common Vulnerabilities and Exposures-code CVE-2017-5754 toegewezen en is ook opgenomen onder de naam Rogue Data Cache Load (RDCL). Het beveiligingslek werd onthuld in combinatie met een ander lek, Spectre, waarmee het enkele kenmerken deelt.
De kwetsbaarheden Meltdown en Spectre worden door beveiligingsanalisten als "catastrofaal" beschouwd. De kwetsbaarheden zijn zo ernstig dat beveiligingsonderzoekers aanvankelijk dachten dat de rapporten onjuist waren.
Er zijn verschillende procedures gepubliceerd om thuiscomputers en gerelateerde apparaten te beschermen tegen de Meltdown- en Spectre-beveiligingsproblemen. Chipfabrikant Intel meldde in maart 2018 dat het zijn processors opnieuw zal ontwerpen om beter bestand te zijn tegen Meltdown en Spectre gerelateerde kwetsbaarheden.